# Nephrocerus scutellatus
Nephrocerus scutellatus är en tvåvingeart som först beskrevs av Macquart 1834.  Nephrocerus scutellatus ingår i släktet Nephrocerus och familjen ögonflugor. Arten är reproducerande i Sverige. Inga underarter finns listade i Catalogue of Life.